# Portal del Agua
El Portal del Agua es una de las puertas que da acceso al recinto defensivo de las murallas de Albarracín. Fue declarada monumento nacional junto con el resto del conjunto de fortificaciones de Albarracín en resolución: 03/06/1931 Publicación: 04/06/1931. Forma parte del Conjunto Histórico-Monumental de la Ciudad de Albarracín.

## Historia
El portal del agua se abrió inicialmente con la intención de poder tener acceso al suministro de agua en caso de asedio. Frente a este portal, en la otra orilla del río se encontraba la "Torre de la Muela" que servía de protección para posibles descubiertas y que hoy en día no se conserva.

## Descripción
El portal se sitúa semioculto entre los torreones de la muralla y adosado a uno de ellos al que se tiene acceso a través del cuerpo de guardia. Dado su destino semiclandestino no se trata de una puerta monumental, sino de un sencillo arco de sillería de medio punto hacia el exterior y rebajado en la parte interior para albergar los portones . Sobre el arco existe una pequeña construcción destinada a ser el cuerpo de guardia y que hoy en día presenta un balcón hacia el exterior y una galería con escaleras entre los muros. En la actualidad se encuentra restaurado.

## Enlaces de interés
- Wikimedia Commons alberga una categoría multimedia sobre Portal del Agua.